# Begraafplaats van Obigies
De Begraafplaats van Obigies is een gemeentelijke begraafplaats in het Belgische dorp Obigies, een deelgemeente van Pecq. Deze kleine begraafplaats ligt aan de Rue du Cimetière op 350 m ten noorden van het dorpscentrum (Église Saint-Amand). Ze wordt omgeven door een bakstenen muur en heeft een dubbel toegangshek tussen bakstenen zuilen. 
Op de begraafplaats liggen de graven van 14 Belgische oud-strijders en gedeporteerden uit de Eerste Wereldoorlog en 4 oud-strijders uit de Tweede Wereldoorlog.

## Britse oorlogsgraven
Tegen de zuidelijke muur van de begraafplaats ligt een perk met 5 Britse gesneuvelden uit de Eerste Wereldoorlog. De vijf slachtoffers vielen in de eerste week van november 1918 tijdens het geallieerde eindoffensief. De graven worden onderhouden door de Commonwealth War Graves Commission en staan er geregistreerd als Obigies Communal Cemetery.